# Michel Comeau
Pour les articles homonymes, voir Comeau.
Michel Comeau est un chanteur et acteur canadien spécialisé dans le doublage québécois.

## Biographie
Attiré très jeune par la musique, Michel Comeau devient, pendant son adolescence, bassiste et chanteur dans un groupe de blues. Il chantera plus tard pour des publicités et plusieurs films, dont la plupart sont des films d'animation de Walt Disney. Il interprète le poète Émile Nelligan dans l'opéra romantique Nelligan créé en 1990 par André Gagnon et Michel Tremblay. En même temps, dans les années 1990 et 2000, M. Comeau joue de petits rôles dans quelques séries télévisées québécoises en plus de jouer dans quelques pièces de théâtre. Depuis quelques années maintenant, Michel Comeau chante dans le groupe Blok Note accompagné de 18 musiciens.

## Discographie
- 1985 : Les Yeux de la faim
- 1988 : Bleu Blanc Rouge (chanson thème des Canadiens de Montréal)
- 1998 : La Petite Sirène (Version québécoise)
- 1995 : Histoire de jouets (Version québécoise)
- 1995 : Pocahontas (Version québécoise)

## Filmographie

### Cinéma
- 1988 : Oliver et Compagnie (Soliste)
- 1989 : Cruising Bar (Soliste)
- 1989 : La Petite Sirène (Voix chantée de Sébastien)
- 1991 : Nelligan : Émile Nelligan
- 1995 : Histoire de jouets (Soliste)
- 1995 : Pocahontas (Voix chantée de Powhatan)
- 1996 : James et la pêche géante (Soliste du générique)
- 1998 : Une vie de bestiole (Soliste de la chanson du générique)
- 2000 : La Petite Sirène 2 : Retour à la mer (Voix chantée de Sébastien)
- 2005 : La mariée cadavérique (Voix chantée)
- 2010 : Histoire de jouets 3 (Soliste)

### Télévision
- 1995 : Les grands procès (série TV) : Wilbert Coffin
- 1996 : Virginie (série télévisée)
- 1997 : Cher Olivier (série télévisée)
- 2004 : Les Bougon (série télévisée)
- 2005 : Providence (série télévisée) : André Beauchamp

## Théâtre
- 1994 : Jeanne Dark des abattoirs
- 2002 : Dom Juan